# Brumptomyia travassosi
Brumptomyia travassosi är en tvåvingeart som först beskrevs av Mangabeira Fo O. 1942.  Brumptomyia travassosi ingår i släktet Brumptomyia och familjen fjärilsmyggor. Inga underarter finns listade i Catalogue of Life.